# Joseph Anthony O'Sullivan
Joseph Anthony O'Sullivan, né le 29 novembre 1886 à Hamilton en Ontario et mort le 6 juin 1972, était un prélat canadien de l'Église catholique de 1944 à 1966, il a été archevêque de l'archidiocèse de Kingston en Ontario. De 1931 à 1944, il a été évêque du diocèse de Charlottetown à l'Île-du-Prince-Édouard.

## Biographie
Joseph Anthony O'Sullivan est né le 29 novembre 1886 à Hamilton en Ontario. Le 5 août 1911, il a été ordonné prêtre pour le diocèse de Hamilton par Thomas Joseph Dowling, évêque de Hamilton.
Le 6 février 1931, il a été nommé évêque du diocèse de Charlottetown à l'Île-du-Prince-Édouard. Le 7 mai suivant, il a été consacré évêque avec Andrea Cassulo comme principal consécrateur et Neil McNeil et John Thomas McNally (de) comme principaux co-consécrateurs.
Le 26 février 1944, il a été nommé archevêque de l'archidiocèse de Kingston en Ontario. Il participa aux quatre sessions du IIe concile œcuménique du Vatican, respectivement en 1962, 1963, 1964 et 1965. Le 14 décembre 1966, il prit sa retraite comme archevêque de Kingston et fut alors nommé évêque titulaire de Maraguia (de). Le 23 novembre 1970, il se retira de son siège titulaire. Il est décédé le 6 juin 1972 à l'âge de 85 ans à l'Hôtel-Dieu de Kingston et fut inhumé au cimetière Holy Supulchre de Hamilton.